# Tuyến Gyeonggang
Tuyến Gyeonggang (경강선) là một tuyến đường sắt ở Hàn Quốc bao gồm hai đoạn riêng biệt. Tuyến đầu tiên, khai trương vào ngày 24 tháng 9 năm 2016 là một phần của hệ thống Tàu điện ngầm Thủ đô Seoul ở Gyeonggi-do, Hàn Quốc chạy từ thành phố Seongnam đến thành phố Yeoju. Phần thứ hai, nằm hoàn toàn ở tỉnh Gangwon, chạy giữa Gangneung và Wonju được mở vào ngày 22 tháng 12 năm 2017 phục vụ Thế vận hội mùa đông 2018. Đoạn tuyến này cung cấp dịch vụ KTX từ Seoul qua Tuyến Jungang. Trong tương lai, cả hai phần của tuyến sẽ được kết nối và tuyến Gyeonggang sẽ được kéo dài về phía tây đến Siheung .

## Lịch sử
Ngày 24 tháng 9 năm 2016: Đoạn đầu tiên của tuyến mở từ Pangyo đến Yeoju.
Ngày 22 tháng 12 năm 2017: Đoạn thứ hai của tuyến mở từ Seowonju đến Gangneung .

### Kế hoạch trong tương lai
Tuyến Gyeonggang được lên kế hoạch chạy suốt từ Incheon đến Wonju. Tuyến này được lên kế hoạch kéo dài về phía tây Pangyo đến Wolgot trên tuyến Suin-Bundang hiện có, và phía đông Yeoju đến Seowonju .

## Bản đồ tuyến
|  |  |  |

|  |

|  |  |  |

|  |

|  |  |  |

|  |

|  |

|  |  |  |

|  |

|  |  |  |  |  |

|  |  |  |  |  |

|  |  |  |

|  |  |  |  |  |

|  |  |  |

|  |  |  |

|  |

|  |  |  |

|  |

|  |

|  |  |  |

| 40.1 |
| 0.0  |

|  |  |  |

|  |

|  |  |  |  |  |

|  |  |  |

|  |

|  |

|  |

|  |

|  |

|  |  |  |

|  |

|  |

|  |

|  |  |  |

|  |

|  |

|  |

|  |

|  |

|  |

|  |

|  |

|  |

|  |  |  |  |  |

|  |

|  |  |  |

|  |

|  |  |  |  |  |

|  |  |  |  |  |

|  |  |  |  |  |

|  |  |  |  |  |

|  |  |  |  |  |

|  |  |  |  |  |

|  |  |  |  |  |

|  |  |  |

|  |  |  |

|  |  |  |

|  |  |  |  |  |

|  |  |  |  |  |

|  |  |  |  |  |

|  |  |  |  |  |

|  |  |  |  |  |

|  |  |  |

|  |

|  |  |  |

|  |

|  |

|  |  |  |

|  |

|  |

|  |

|  |

|  |

|  |

|  |

|  |  |  |

|  |

|  |

|  |

|  |

|  |

|  |

|  |

|  |

|  |  |  |

|  |

|  |

|  |

|  |

|  |

|  |

|  |

|  |

|  |  |  |

|  |

|  |

|  |

|  |  |  |

|  |  |  |

|  |  |  |  |  |

|  |

|  |

|  |

|  |

|  |  |  |

|  |

|  |  |  |

|  |

|  |  |  |

|  |

|  |

|  |  |  |

|  |

|  |  |  |  |  |

|  |  |  |  |  |

|  |  |  |

|  |  |  |  |  |

|  |  |  |

|  |  |  |

|  |

|  |  |  |

|  |

|  |

|  |  |  |

| 40.1 |
| 0.0  |

|  |  |  |

|  |

|  |  |  |  |  |

|  |  |  |

|  |

|  |

|  |

|  |

|  |

|  |  |  |

|  |

|  |

|  |

|  |  |  |

|  |

|  |

|  |

|  |

|  |

|  |

|  |

|  |

|  |

|  |  |  |  |  |

|  |

|  |  |  |

|  |

|  |  |  |  |  |

|  |  |  |  |  |

|  |  |  |  |  |

|  |  |  |  |  |

|  |  |  |  |  |

|  |  |  |  |  |

|  |  |  |  |  |

|  |  |  |

|  |  |  |

|  |  |  |

|  |  |  |  |  |

|  |  |  |  |  |

|  |  |  |  |  |

|  |  |  |  |  |

|  |  |  |  |  |

|  |  |  |

|  |

|  |  |  |

|  |

|  |

|  |  |  |

|  |

|  |

|  |

|  |

|  |

|  |

|  |

|  |  |  |

|  |

|  |

|  |

|  |

|  |

|  |

|  |

|  |

|  |  |  |

|  |

|  |

|  |

|  |

|  |

|  |

|  |

|  |

|  |  |  |

|  |

|  |

|  |

|  |  |  |

|  |  |  |

|  |  |  |  |  |

|  |

|  |

|  |

|  |

## Ga

### Seongnam ~ Yeoju
Phần này mở cửa vào tháng 9 năm 2016. Ban đầu, tuyến sử dụng tàu Class 371000.
| Số ga | Tên ga                                        | Tên ga                   | Tên ga     | Chuyển tuyến         | Khoảng cách | Tổng khoảng cách | Vị trí      | Vị trí      |
| Số ga | Tiếng Anh                                     | Hangul                   | Hanja      | Chuyển tuyến         | Khoảng cách | Tổng khoảng cách | Vị trí      | Vị trí      |
| ----- | --------------------------------------------- | ------------------------ | ---------- | -------------------- | ----------- | ---------------- | ----------- | ----------- |
|       | (Điểm bắt đầu)                                |                          |            |                      | 0.0         | 0.0              |             |             |
| K409  | Pangyo                                        | 판교                     | 板橋       | (D11)                | 0.5         | 0.5              | Gyeonggi-do | Seongnam-si |
| K410  | Seongnam                                      | 성남                     | 城南       | (X109)               | 0.7         | 1.2              | Gyeonggi-do | Seongnam-si |
| K411  | Imae                                          | 이매                     | 二梅       | (K227)               | 0.8         | 2.0              | Gyeonggi-do | Seongnam-si |
| K412  | Samdong                                       | 삼동                     | 三洞       |                      | 6.9         | 8.9              | Gyeonggi-do | Gwangju-si  |
| K413  | Gyeonggi Gwangju (Viện ICT Polytech Hàn Quốc) | 경기광주 (ICT폴리텍대학) | 京畿廣州   |                      | 4.9         | 13.8             | Gyeonggi-do | Gwangju-si  |
| K414  | Chowol                                        | 초월                     | 草月       |                      | 5.0         | 18.8             | Gyeonggi-do | Gwangju-si  |
| K415  | Gonjiam (Đại học Dongwon)                     | 곤지암 (동원대)          | 昆池岩     |                      | 4.9         | 23.7             | Gyeonggi-do | Gwangju-si  |
| K416  | Sindundoyechon (Cao đẳng Du lịch Hàn Quốc)    | 신둔도예촌 (한국관광대)  | 新屯陶藝村 |                      | 6.8         | 30.5             | Gyeonggi-do | Icheon-si   |
| K417  | Icheon                                        | 이천                     | 利川       |                      | 7.8         | 38.3             | Gyeonggi-do | Icheon-si   |
| K418  | Bubal                                         | 부발                     | 夫鉢       | Tuyến Jungbu Naeryuk | 4.5         | 42.8             | Gyeonggi-do | Icheon-si   |
| K419  | Sejongdaewangneung                            | 세종대왕릉               | 世宗大王陵 |                      | 8.3         | 51.1             | Gyeonggi-do | Yeoju-si    |
| K420  | Yeoju (Học viện Công nghệ Yeoju)              | 여주 (여주대)            | 驪州       |                      | 5.4         | 56.5             | Gyeonggi-do | Yeoju-si    |
|       | (Điểm kết thúc)                               |                          |            |                      | 0.5         | 57.0             |             |             |

### Wonju ~ Gangneung
Phần này khai trương vào ngày 22 tháng 12 năm 2017, ngay trước Thế vận hội mùa đông 2018. Tuyến cung cấp dịch vụ đường sắt khu vực, ngoài dịch vụ KTX. 
●: Tất cả các chuyến tàu đều dừng 
▲: Một số chuyến tàu dừng lại
｜: Tất cả các chuyến tàu đều đi qua
| Tên ga                               | Tên ga       | Tên ga       | KTX | Chuyển tuyến    | Khoảng cách | Tổng khoảng cách | Vị trí  | Vị trí          |
| Tiếng Anh                            | Hangul       | Hanja        | KTX | Chuyển tuyến    | Khoảng cách | Tổng khoảng cách | Vị trí  | Vị trí          |
| ------------------------------------ | ------------ | ------------ | --- | --------------- | ----------- | ---------------- | ------- | --------------- |
| ↑ Tuyến Jungang Hướng đi ga Seowonju |              |              |     |                 |             |                  |         |                 |
| (Điểm bắt đầu)                       |              |              |     | Tuyến Jungang   | 0.0         | 0.0              | Gangwon | Wonju-si        |
| Manjong                              | 만종         | 萬鍾         | ▲   |                 | 4.7         | 4.7              | Gangwon | Wonju-si        |
| Hoengseong                           | 횡성         | 橫城         | ▲   |                 | 18.3        | 23.0             | Gangwon | Hoengseong-si   |
| Dunnae                               | 둔내         | 屯內         | ▲   |                 | 20.6        | 43.6             | Gangwon | Hoengseong-si   |
| Pyeongchang                          | 평창         | 平昌         | ▲   |                 | 20.0        | 63.6             | Gangwon | Pyeongchang-gun |
| Jinbu (Odaesan)                      | 진부(오대산) | 珍富(五臺山) |     |                 | 16.3        | 79.9             | Gangwon | Pyeongchang-gun |
| Daegwallyeong                        | (대관령)     | 大關嶺       | ｜  |                 | ㅡㅡ        |                  | Gangwon | Pyeongchang-gun |
| Namgangneung                         | (남강릉)     | 南江陵       | ｜  |                 | ㅡㅡ        |                  | Gangwon | Gangneung-si    |
| Gangneung                            | 강릉         | 江陵         | ●   | Tuyến Yeongdong | 40.3        | 120.2            | Gangwon | Gangneung-si    |
| (Điểm kết thúc)                      |              |              |     |                 | 0.5         | 120.7            | Gangwon | Gangneung-si    |

### Wolgot ~ Pangyo
Phần này dự kiến sẽ sớm được khởi công xây dựng nhưng sẽ mở cửa sau năm 2025.
| Số ga                                         | Tên ga                | Tên ga       | Tên ga       | Chuyển tuyến                        | Khoảng cách | Tổng khoảng cách | Vị trí      | Vị trí         | Ghi chú                                                                     |
| Số ga                                         | Tiếng Anh             | Hangul       | Hanja        | Chuyển tuyến                        | Khoảng cách | Tổng khoảng cách | Vị trí      | Vị trí         | Ghi chú                                                                     |
| --------------------------------------------- | --------------------- | ------------ | ------------ | ----------------------------------- | ----------- | ---------------- | ----------- | -------------- | --------------------------------------------------------------------------- |
|                                               | Wolgot                | 월곶         | 月串         | (K260)                              | 0.0         | 0.0              | Gyeonggi-do | Siheung-si     |                                                                             |
|                                               | Janggok               | 장곡         | 長谷         |                                     |             |                  | Gyeonggi-do | Siheung-si     |                                                                             |
|                                               | Tòa thị chính Siheung | 시흥시청     | 始興市廳     | (S22)                               |             |                  | Gyeonggi-do | Siheung-si     |                                                                             |
|                                               | Hakon                 | 학온         |              |                                     |             |                  | Gyeonggi-do | Siheung-si     | Được Bộ Đất đai, Cơ sở hạ tầng và Giao thông Vận tải phê duyệt vào năm 2020 |
|                                               | Gwangmyeong           | 광명         | 光明         | (K144-1) Đường sắt cao tốc Gyeongbu |             |                  | Gyeonggi-do | Gwangmyeong-si |                                                                             |
|                                               | Manan                 | 만안         | 萬安         |                                     |             |                  | Gyeonggi-do | Anyang-si      |                                                                             |
|                                               | Anyang                | 안양         | 安養         | (P147)                              |             |                  | Gyeonggi-do | Anyang-si      |                                                                             |
|                                               | Sân vận động Anyang   | 안양운동장   | 安養運動場   |                                     |             |                  | Gyeonggi-do | Anyang-si      |                                                                             |
|                                               | Indeogwon             | 인덕원       | 仁德院       | (440)                               |             |                  | Gyeonggi-do | Anyang-si      |                                                                             |
|                                               | Hồ Cheonggye Baegun   | 청계백운호수 | 淸溪白雲湖水 |                                     |             |                  | Gyeonggi-do | Uiwang-si      | Tháng 11 năm 2021 Ủy ban đề cử thành phố Uiwang thông qua                   |
|                                               | Seopangyo             | 서판교       | 西板橋       |                                     |             |                  | Gyeonggi-do | Seongnam-si    |                                                                             |
|                                               | Pangyo                | 판교         | 板橋         | (D11)                               |             |                  | Gyeonggi-do | Seongnam-si    |                                                                             |
| Kết nối với Tuyến Gyeonggang (Seongnam~Yeoju) |                       |              |              |                                     |             |                  |             |                |                                                                             |

### Yeoju ~ Seowonju
Hiện tại chưa có ga nào được lên kế hoạch cho phần này.